# フロンティアスプリント盃
フロンティアスプリント盃（フロンティアスプリントはい）とは、日本の特別区競馬組合が大井競馬場のダート1200メートルで施行していた地方競馬の重賞（G3）競走である。

## 概要
競走名は開拓者精神を意味する「フロンティアスピリット（Frontier spirit）」と短距離競走の「スプリント（sprint）」をかけたものである。1999年に創設され冬季短距離戦線の最終戦として3月開催に計5回施行されたが廃止となり、代わりに東京シティ盃の開催時期が3月に移行した。
賞金額は第1回総額4725万円（1着2700万円）、第2回4559万円（2600万円）、第3回4680万円（2600万円）、第4回3740万円（2200万円）、第5回3400万円（2000万円）と第3回に3着と4着の賞金が若干増額された以外は毎年のように減額されていた。

## 歴史
- 1999年 - 大井競馬場ダート1200メートルの重賞として創設。
- 2001年 - 馬齢表記の変更に伴い、出走条件を旧5歳以上から4歳以上に変更。
- 2002年 - スタンド改修工事に伴いダート1190メートルで施行（翌年まで）。
- 2003年
  - 高橋三郎が調教師として唯一の連覇。
  - 同年開催をもって廃止[1]。

## 歴代優勝馬
| 回数  | 施行年月日    | 距離  | 優勝馬             | 性齢 | タイム | 優勝騎手   | 管理調教師 | 馬主       |
| ----- | ------------- | ----- | ------------------ | ---- | ------ | ---------- | ---------- | ---------- |
| 第1回 | 1999年3月22日 | 1200m | キャニオンロマン   | 牡6  | 1:12.9 | 佐々木竹見 | 飯野貞次   | 谷川弘一郎 |
| 第2回 | 2000年3月22日 | 1200m | オリオンザサンクス | 牡5  | 1:12.4 | 早田秀治   | 赤間清松   | 日浦桂子   |
| 第3回 | 2001年3月27日 | 1200m | サプライズパワー   | 牡7  | 1:10.6 | 石崎隆之   | 川島正行   | 大迫忍     |
| 第4回 | 2002年3月21日 | 1190m | フレアリングマズル | 牡4  | 1:11.7 | 的場文男   | 高橋三郎   | 山口明彦   |
| 第5回 | 2003年3月19日 | 1190m | ハタノアドニス     | 牡7  | 1:10.6 | 内田博幸   | 高橋三郎   | 畑末廣郎   |

2000年以前は旧馬齢表記。

### 各回競走結果の出典
- JBISサーチ　2015年3月28日閲覧
  - 1999年，2000年，2001年，2002年，2003年